# Pilgrimage (Band)
Pilgrimage (englisch Pilgerfahrt) ist eine 2018 gegründete Death-Doom-Band.

## Geschichte
Pilgrimage wurde im November 2018 als Kooperation zwischen Sean Pollacco von Weeping Silence, Eric Hazebroek von Vetrar Draugurinn und Dino Mifsud Lepre von Victims of Creation gegründet.
Pollacco und Hazebroek kannten einander aus dem virtuellen Raum. Bei einem gemeinsamen Auftritt von Weeping Silence und Vetrar Draugurinn beim Female Metal Event FEMME im September 2017 in Eindhoven lernten die Musiker einander persönlich kennen und schlossen Freundschaft. Im darauf folgenden Jahr präsentierte Pollacco die Idee zur Gründung eines Death-Doom-Projektes über Facebook. Hazebroek bot unmittelbar die Kooperation an. Im November des gleichen Jahres trafen sich beide in Amsterdam, um weitere Details zu klären. Das Treffen am 11. November 2018 wurde als finale Gründung von Pilgrimage geführt. Nachkommend wurde der maltesische Musiker Dino Mifsud Lepre, den Pollacco bereits Jahre kannte, als drittes Mitglied der Band gewonnen. Als Session- und Live-Musiker rekrutierte die Gruppe den Sänger Dario Pace Taliana von Weeping Silence und als zweiten Gitarristen für Auftritte Darryl Portelli von Wolven Hour. Den Verbleib des Jahres arbeiteten die Musiker an Songmaterial, das im Oktober 2019 bei einem Auftritt beim Metal Gates Festival in Bucharest erstmals zur Aufführung gelangte und international gestreamt wurde. Meist teilten die Musiker Sound-Fragemente und Ideen überwiegend in einem virtuellen Austausch. Sean Pollacco schrieb die Texte und besprach die Präsentation mit Dario Pace Taliana. Dabei wurden die Stücke auch für Auftritte hin durchkomponiert und die Anteile von Darryl Portelli wurde mit Hazebroek abgestimmt. Jenseits von Hazebroek, der einen Großteil des Songwritings übernahm, trafen sich die Musiker gelegentlich zum Proben. Anfang des Jahres 2019 kam die Gruppe dann für ein gemeinsames Wochenende zur Probe, um die Live-Fähigkeit der Band zu gewährleisten, komplett zusammen.

„Das digitale Zeitalter ermöglichte die Arbeit an Musik über große Entfernungen hinweg, ohne viel Zeit und Geld dafür zu verwenden, Ideen hin und her zu schicken. Ich besaß bereits die richtige Ausrüstung Ideen zu demonstrieren, so dass ich schnell den kreativen Fluss bekam, den ich benötige, um die richtige Musik zu schreiben. Ich habe Sean mit Songs bombardiert.“

Das Debüt wurde im Juli 2019 getrennt voneinander aufgenommen. Hazebroek nahm die Gitarrenspuren in seinem Heimstudio auf, während die restlichen Musiker ihren Teil auf Malta im Spineplitter Studio aufnahm. Im September des gleichen Jahres erschien mit dem Stück Voyage to the End of Time ein erstes Stück der Band, die in der Zwischenzeit weitere internationale Auftritte absolvierte. Verzögert, unter anderem durch die pandemisch bedingte fehlende Möglichkeit der Promotion mittels Auftritte, blieb die Veröffentlichung des Debüts über das Jahr 2020 hinweg aus. Nach europaweiten Festival-Auftritten wie den Dutch Doom Days in Rotterdam oder dem Darken the Moon Festival in Gent, zu welchen die Band als angenehme Überraschung, die nicht wie ein Debütant klänge, gelobt wurde, wurde die Veröffentlichung des Debüts Sigil of the Pilgrim Sun für den 5. November 2021 über Sleaszy Rider Records bekanntgegeben. Als Gast brachte sich Daniel Neagoe auf dem Debüt mit Gesang auf dem Stück Silent Descent into Solitude ein. Zugleich gestaltete Neagoe das Cover des Albums. Aufgrund von Produktionsproblemen verzögerte sich die Veröffentlichung des Debüts auf den 10. Dezember 2021.

## Stil
Pilgrimage spielen einen Death Doom mit Ähnlichkeit zu Victims of Creation und Abigail, jedoch unter Nutzung eines brutaleren Growlings und dominanteren Gitarrenspiels. Die Musik ist dabei auf das von Hazebroek komponierte Gitarrenspiel hin ausgelegt. Dabei ergibt sich aus den melodischen und ruhigen Passagen sowie Klargesang ein Stil, der dem Gothic Metal entspricht.

„Pilgrimage spielen Doom-Death Metal. Genauer gesagt, ein Stil, der mehrere langsame und verträumte Passagen beinhaltet, durchzogen mit aggressiven Kanten, tiefen Growls und mehreren klaren Geangs-Parts[sic!].“

## Diskografie
- 2021: Sigil of the Pilgrim Sun (Album, Sleaszy Rider Records)